# 福島縣護國神社
福島縣護國神社（ふくしまけんごこくじんじゃ）は、福島県福島市の信夫山にある神社（護国神社）である。戊辰戦争から第二次世界大戦までの殉死者6万8千5百余柱を祀る。

## 歴史

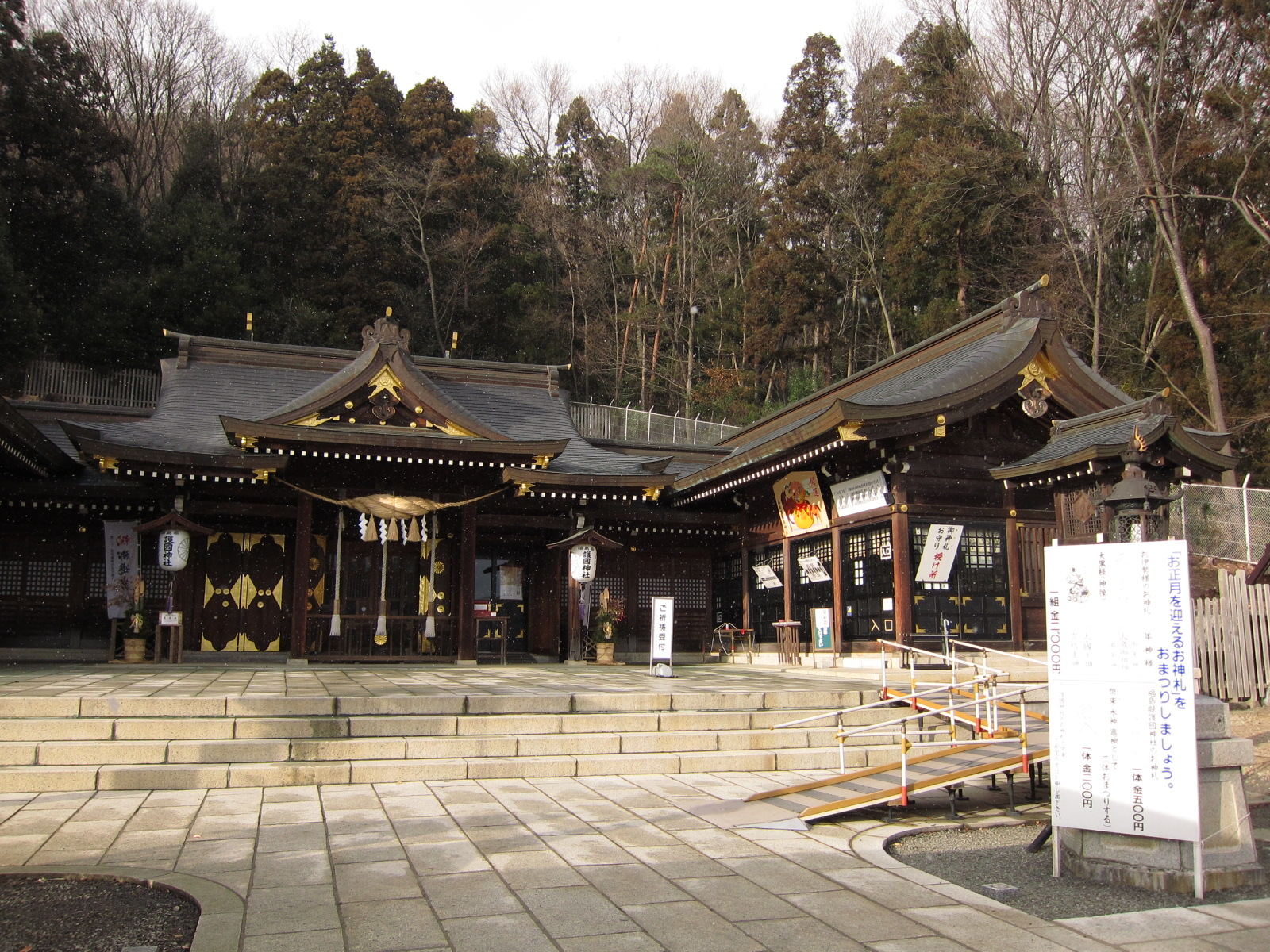
境内

1879年（明治12年）10月4日、相馬・三春・若松の三か所にあった招魂場に祀られていた戊辰戦争従軍者とこれらに祀られていなかった同戦争の従軍死者、及び西南戦争で戦死した管内の戦死者を合祀し、官祭信夫山招魂社として創建したことに始まる。1937年（昭和12年）現在の社殿が造営され、1939年（昭和14年）の制度改革により内務大臣指定護国神社となり、福島縣護國神社と称した。
第二次世界大戦後のGHQの占領下では、神社を存続するために天照皇大御神を祀り、社名を大霊神社と改めた。1952年（昭和27年）9月、主権回復に伴い福島縣護國神社へ復称する。

## 境内社
- 信夫山天満宮
  - 祭神は菅原道真公。1988年（昭和63年）太宰府天満宮より分霊を勧請して創建された。